# Tamiai
Tamiai is een bestuurslaag in het regentschap Kerinci van de provincie Jambi, Indonesië. Tamiai telt 2138 inwoners (volkstelling 2010).